# Kållekärr
Kållekärr – miejscowość (tätort) w Szwecji, w regionie administracyjnym (län) Västra Götaland, w gminie Tjörn.
Według danych Szwedzkiego Urzędu Statystycznego liczba ludności wyniosła: 629 (31 grudnia 2015), 664 (31 grudnia 2018) i 737 (31 grudnia 2019).